# (35786) 1999 JR22
1999 JR22 (asteroide 35786) é um asteroide da cintura principal. Possui uma excentricidade de 0.10581410 e uma inclinação de 4.26152º.
Este asteroide foi descoberto no dia 10 de maio de 1999 por LINEAR em Socorro.